# Petite-Chaux
Petite-Chaux là một xã trong vùng hành chính Franche-Comté, thuộc tỉnh Doubs, quận Pontarlier (quận), tổng Mouthe. Tọa độ địa lý của xã là 46° 41' vĩ độ bắc, 06° 10' kinh độ đông. Petite-Chaux nằm trên độ cao trung bình là 985 mét trên mực nước biển, có điểm thấp nhất là 955 mét và điểm cao nhất là 1280 mét. Xã có diện tích 9.81 km², dân số vào thời điểm 1999 là 129 người; mật độ dân số là 13 người/km².

## Thông tin nhân khẩu
| 1962 | 1968 | 1975 | 1982 | 1990 | 1999 |
| ---- | ---- | ---- | ---- | ---- | ---- |
| 120  | 114  | 64   | 77   | 128  | 129  |

## Địa điểm tham quan
Nhà thờ của làng được xây năm 1681.